# Djanyška
La Djanyška (in russo Дянышка? in lingua sacha Дээнискэ) è un fiume della Siberia orientale, affluente di destra della Lena. Scorre nel Kobjajskij ulus della Sacha-Jacuzia.
Nasce dal massiccio di Ėčinskij, del sistema dei Monti di Verchojansk, dalla confluenza dei fiumi Dektende e Birandja, all'altezza di 655 m s.l.m e fluisce con direzione mediamente occidentale-sudoccidentale; il maggiore affluente è la Sagandža (179 km), proveniente dalla sinistra idrografica. Sfocia nella Lena a 990 km dalla foce.